# Ян, Альфред
Альфред Ян (пол. Alfred Jahn; 25 апреля 1915, Клепаров, ныне в пределах Львова — 1 апреля 1999, Вроцлав) — польский географ, геоморфолог и полярный исследователь немецкого происхождения, автор более 350 научных трудов. Ректор Вроцлавского университета.

## Биография
Альфред Ян родился 25 апреля 1915 года в пригороде Львова (Клепаров). Учился в пятой львовской гимназии им. Станислава Жолкевского, которую в 20-30-е годы XX века. называли «пролетарской» и которая была размещена на границе трех тогдашних пригородов: Клепарова, Замарстинова и Знесенья (на нынешней улице Кушевича, 5). Среди учеников — 2/3 евреи, треть — поляки и украинцы.
После окончания гимназии (1933) поступил во Львовский университет им. Яна Казимира, в Институт географии. Его руководителем, вплоть до защиты докторской диссертации (1939), был профессор Август Цирхофер, в 1933 г. стал директором института, после выхода на пенсию профессора Е. Ромера.
Во время учебы увлекся геоморфологией. Учился у таких известных геоморфологов, как Е. Ромер, А. Цирхофер, Ю. Чижевский, А. Малицкий, Н. Орлич, профессор. Рогаля, З. Вейберг, Ю. Токарский. Занимался научными исследованиями на Подолье, в частности на Гологоро-Кременецкой гряде. В 1937 году окончил университет и стал ассистентом в географическом институте.
В том же году он принял участие в Первой польской экспедиции по Западной Гренландии, организованной Александром Кошибою (пол. Aleksander Kosiba), которая дала ему достаточно материала для создания докторской диссертации. И во Львове в 1939 году, защитив диссертацию на тему «Исследование структуры и температуры почвы в Западной Гренландии», Альфред Ян стал самым молодым доктором географии в то время.
В годы немецкой оккупации (1941-1944) университет был закрыт, и д-р Альфред Ян кормил вшей в биологическом институте профессора Рудольфа Вейгля, который изучал проблемы тифозных заболеваний.
В 1945-1949 гг. Альфред Ян работает в университете Марии Склодовской-Кюри в Люблине. С 1949 года Альфред Ян — заведующий кафедрой физической географии, а затем геоморфологии во Вроцлавском университете. В 1952-1954 гг. исполняет обязанности продекана отдела естественных наук; 1958-1968 гг. — директор Института географии; 1959-1962 гг. — проректор; 1962-1968 гг. — ректор Вроцлавского университета.
На должности ректора в марте 1968 года поддержал политическая стачка студентов университета, подвергнув себя репрессиям со стороны коммунистической власти. В этом же году был участником Международного географического конгресса в Дели, как президент геоморфологической комиссии. Кроме того, принимал участие во многих международных конгрессах и конференциях как специалист из краевых образований материковых оледенений. С 1971-1975 он занимал пост президента польского Географического общества. Также Альфред Ян был инициатором акции передачи Рацлавской панорамы во Вроцлав.
Умер 1 апреля 1999 года. Похоронен на кладбище Св. Лаврентия во Вроцлаве.
Альфред Ян почетный доктор Вроцлавского университета (1985), Мария Склодовской-Кюри в Люблине (1985), Университета Адама Мицкевича в Познани (1990) и Ивана Франко во Львове (1999).

## Работы
Книги:
- A. Jahn, 1956: Wyżyna lubelska. (Люблинские возвышенности)
- A. Jahn, 1966: Alaska. (Аляска)
- A. Jahn, 1970: Zagadnienia strefy peryglacjalnej. (Загрязнение перігляціальної зоны)
- A. Jahn, 1971: Lód i zlodowacenia. (Лед и обледенения)
- A. Jahn, 1975: Problems of the periglacial zone. (Проблемы перігляціальної зоны)

Научные статьи:
- A. Jahn, 1980: Główne cechy i wiek rzeźby Sudetów.

Другие публикации:
- A. Jahn, 1991: Z Kleparowa w świat szeroki. (autobiografia). (С Клепарова в широкий мир (автобиография))

Редактор монографий:
- A. Jahn (red.), 1985: Karkonosze polskie. Zakład Narodowy im. Ossolińskich (nie był autorem żadnego z rozdziałów)
- A. Jahn, S. Kozłowski, T. Wiszniewska (red.), 1989: Jaskinia Niedźwiedzia w Kletnie. Zakład Narodowy im. Ossolińskich (nie był autorem żadnego z rozdziałów).